# ميخائيل كونواي بيكر
ميخائيل كونواي بيكر (بالإنجليزية: Michael Conway Baker)‏ هو ملحن كندي، ولد في 13 مارس 1937 في ويست بالم بيتش في الولايات المتحدة.

## وصلات خارجية
- ميخائيل كونواي بيكر على موقع IMDb (الإنجليزية)
- ميخائيل كونواي بيكر على موقع ميوزك برينز (الإنجليزية)